# Sitio de Verona
El Sitio de Verona en 541, fue un enfrentamiento durante la Guerra Gótica. Liderados por Totila, los ostrogodos defendieron con éxito la ciudad contra el ejército bizantino numéricamente superior. Después de que los bizantinos levantaron el asedio, Totila les persiguió, y los derrotó en la batalla de Faventia.